# Michel Feodorovitch de Russie
Pour les articles homonymes, voir Mikhaïl Féodorovitch Romanov et Roman.
Michel Féodorovitch Romanov (Михаил Фёдорович Романов), prince de Russie, né le 4 mai 1924 à Paris 16e, où il est décédé le 22 septembre 2008, de nationalité française, sur sa carte d'identité figurait le nom de Michel de Russie, Prince Fiodorovitch Romanoff. Il fut surnommé « Le tsarévitch de Biarritz » ou Michel Romanoff de Russie.
Arrière-arrière-petit-fils du tsar Nicolas Ier par son grand-père paternel le grand-duc Alexandre Mikhaïlovitch ("Sandro") de Russie, arrière-petit-fils du tsar Alexandre III par sa grand-mère paternelle la grande-duchesse Xenia Alexandrovna de Russie, et arrière-petit-fils du tsar Alexandre II de Russie par sa mère Irina Pavlovna princesse Paley (fille du grand-duc Paul Alexandrovitch de Russie).

## Famille
Fils unique du prince Théodore Alexandrovitch de Russie et de son épouse, la princesse Irina Pavlovna Paley.

### Mariage et descendance
À Paris le 15 octobre 1958, il épouse Helga Friederike Magda Staufenberger (Vienne, 22 août 1926 - ?), fille de Ludwig Staufenberger et de son épouse Friederike Marie Josepha Schmoll, fille du fondateur de la célèbre entreprise Schmoll (produits de nettoyage de toutes sortes) dont il divorce en 1992.
Un fils naquit de cette union :
- Prince Michel Paul Mikhaïlovitch Romanoff de Russie (Paris, 31 juillet 1959 - Bombay, 24 janvier 2001).

Il épouse à Josse le 15 janvier 1994 María de las Mercedes Ustrell Gabani (L'Hospitalet de Llobregat, 26 août 1960), et adopté en 1995 leur fille naturelle et sa petite-fille naturelle : Tatiana Alexandra Mikhaïlovna Romanoff de Russie (née le 21 octobre 1986 à Bayonne), qui travaille avec sa mère dans l'immobilier,,.

## Biographie

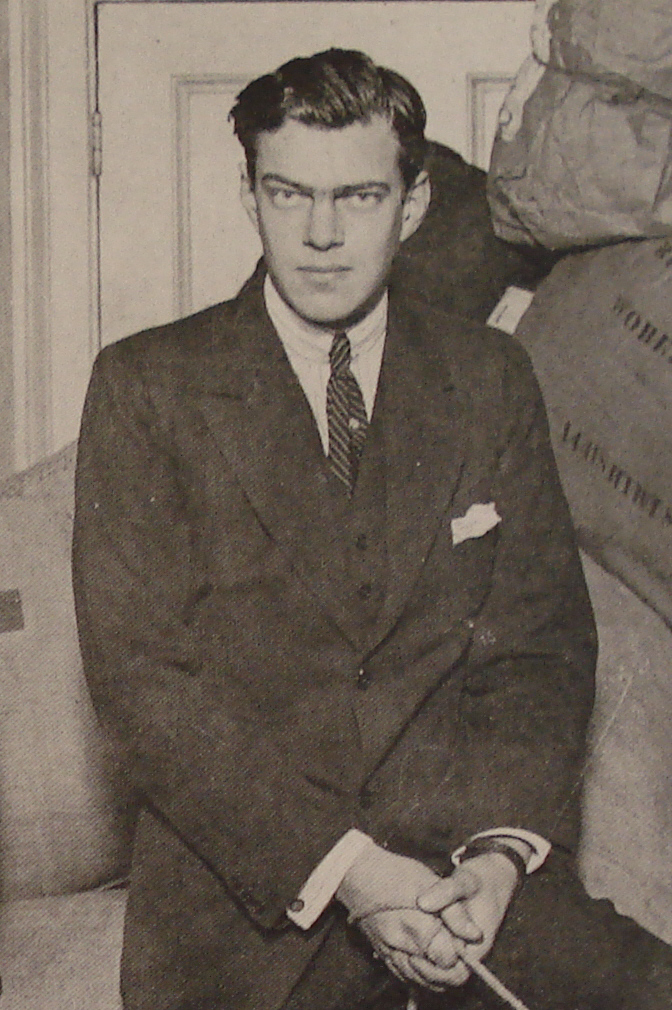
Le prince Fiodor Alexandrovitch de Russie (1898-1968), père du prince Mikhaïl Fiodorovitch de Russie

Enfant, le prince Michel n'eut que son père comme compagnon de jeux. Ce dernier le transportait dans un monde magique. Ce fut un petit prince espiègle, intelligent qui hérita des traits typiquement nordiques de son père, un petit garçon aux yeux d'un bleu très clair, à la chevelure blonde. Il fut éduqué dans le cocon familial et sa mère veillait attentivement sur lui sans cajoleries excessives. Ses parents éloignèrent de lui tous les tracas de la vie du monde des adultes.
Adolescent, le prince Michel sera le témoin direct des souffrances de ses parents dues au traumatisme après leur fuite de Russie et leur vie d'exilés.
En 1930, après la séparation de ses parents sa mère et lui s’installent à Neuilly-sur-Seine où il suit sa scolarité. En 1939, ils s’installent à Biarritz pour fuir l’occupation.
Le prince Michel se faisait appeler en France Michel Romanoff (son nom d'état-civil sur ses papiers d'identité français). Il fit une carrière de technicien de cinéma dans la région parisienne et travailla avec René Clair, Julien Duvivier, Henri-Georges Clouzot. Sur certains génériques de films figure le nom de Michel Roman, il s'agit du prince. Julien Duvivier dira de lui : « C'était un homme qui savait tout faire. Il pouvait corriger un décor. Si le directeur de la photo était défaillant, il prenait sa place et c'était parfait. » Au cours des trente années passées dans le monde cinématographique, il fut reconnu comme l'un des meilleurs assistants-réalisateurs du cinéma français de l'époque. Il a dû essuyer bon nombre de moqueries, lui, le petit-fils et arrière-petit-fils de tsars, membre de la prestigieuse Maison impériale de Russie, évoluant dans un milieu où bon nombre de techniciens du cinéma avaient des opinions de gauche, peut-être le nom de Michel Roman est une explication. Le prince Michel passait ses vacances à Biarritz et fit de longs séjours à la fin de sa vie en Espagne à L'Escala, sur la Costa Brava près de Barcelone.
Le fils du prince Michel Feodorovich, Michel Mikhaïlovitch eut une fille, reconnue aussitôt, Tatiana Mikhaïlovna Romanova de Russie, née en 1986. À la mort de son fils survenue en Inde en 2001, le prince Michel Romanoff adopta sa petite-fille.

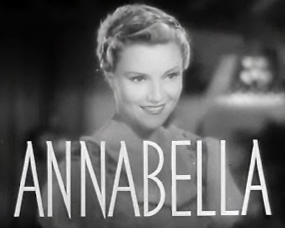
L'actrice Annabella, maîtresse du prince Michel Romanoff

Lors de la Seconde Guerre mondiale le prince Michel Feodorovitch entra dans la résistance, puis fit la campagne d'Allemagne aux côtés du général Leclerc. Le prince eut une liaison avec l'actrice Annabella, après que celle-ci eut divorcé de l'acteur américain Tyrone Power. Cette relation amoureuse dura dix ans. Dans les années 1950, malgré leur différence d'âge (plus âgée de 17 ans), l'actrice française aurait aimé épouser le prince, d'après ce qu'elle confia aux médias. Cette union ne se réalisa pas, mais le prince resta très attaché à Annabella et il veilla sur elle dans ses derniers jours.

### Décès

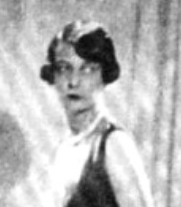
Princesse Irina Pavlovna Paley et comtesse Hohenfelsen; princesse Romanovskaïa, puis comtesse de Monbrison, mère du prince Michel Fiodorovitch

Le prince Michel Fiodorovitch de Russie décéda le 22 septembre 2008 à Paris. Hasard curieux, le même jour, à des milliers de kilomètres, son cousin germain le prince Michel Andreïevitch de Russie décéda aussi.

## Témoignage du prince Mikhaïl Fiodorovitch de Russie
Lors de la diffusion sur le petit écran des Mémoires d'exil et des Aigles foudroyés une émission de Frédéric Mitterrand, le prince Michel Feodorovitch relate longuement ses souvenirs, apportant de nombreux témoignages sur la vie des membres de la famille impériale exilée, mais aussi sur ce que fut la vie dans la Russie des tsars, l'angoisse qui tenaillait la famille impériale réfugiée à Livadia alors que l'armée rouge approchait, et son enfance à Biarritz avec son père Théodore de Russie.

## Filmographie de l'assistant-réalisateur Michel Romanoff
- 1957 : Pot-Bouille de Julien Duvivier
- 1949 : Black Jak de Julien Duvivier[11]
- 1961 : Fanny de Joshua Logan[12]
- 1951 : Juliette ou la clé des songes de Marcel Carné[13]
- 1967 : Diaboliquement vôtre : de Julien Duvivier[14]
- 1957 : L'Homme à l'imperméable de Julien Duvivier[15]
- 1953 : Le retour de Don Camillo de Julien Duvivier[16]
- 1955 : Les Diaboliques de Henri-Georges Clouzot
- 1959 : Marie-Octobre de Julien Duvivier[17]
- 1965 : Le dimanche de la vie de Jean Herman
- 1965 : Trois chambres à Manhattan de Marcel Carné
- 1968 : Un soir, un train de Jean Delvaux
- 1967 : Les Demoiselles de Rochefort d'Agnès Varda et Jacques Demy
- 1957 : Les espions de Henri-Georges Clouzot
- 1956 : Trapèze de Carol Reed
- 1953 : Les Orgueilleux de Yves Allégret et Rafael E. Portas
- 1953 : Le Salaire de la peur de Henri-Georges Clouzot
- 1956 : Anastasia de Anatole Litvak[18].